# East End (Arkansas)
Pour les articles homonymes, voir East End (homonymie).
East End est une census-designated place du comté de Saline, dans l’État américain de l'Arkansas.